# Górecki: Already It Is Dusk & Lerchenmusik
Henryk M. Górecki: Already It Is Dusk, "Lerchenmusik" – album studyjny z muzyką Henryka Mikołaja Góreckiego. Pierwszą część płyty wykonał amerykański zespół smyczkowy Kronos Quartet. "Lerchenmusik" (Recitatives And Ariosos, Op. 53) zagrała angielska orkiestra kameralna London Sinfonietta. Dwa lata później kwartet Kronos ponownie opublikował "Already It Is Dusk" na albumie Górecki: String Quartets 1 & 2.

## Lista utworów
Wszystkie kompozycje autorstwa Henryka Mikołaja Góreckiego
| Already It Is Dusk | Already It Is Dusk                                | Already It Is Dusk |
| Nr                 | Tytuł utworu                                      | Długość            |
| ------------------ | ------------------------------------------------- | ------------------ |
| 1.                 | „Already It Is Dusk (String Quartet N°1, Op. 62)” | 14:10              |
|                    |                                                   | 14:10              |

Skład: • wiolonczela – Joan Jeanrenaud, • sekcja smyczkowa – Kronos Quartet,
• altówka – Hank Dutt, • skrzypce – David Harrington, John Sherba
| Lerchenmusik (Recitatives and Ariosos, Op. 53) | Lerchenmusik (Recitatives and Ariosos, Op. 53) | Lerchenmusik (Recitatives and Ariosos, Op. 53) |
| Nr                                             | Tytuł utworu                                   | Długość                                        |
| ---------------------------------------------- | ---------------------------------------------- | ---------------------------------------------- |
| 1.                                             | „Lerchenmusik 1”                               | 15:32                                          |
| 2.                                             | „Lerchenmusik 2”                               | 10:20                                          |
| 3.                                             | „Lerchenmusik 3”                               | 14:48                                          |
|                                                |                                                | 40:40                                          |

Skład: • wiolonczela – Christopher Van Kampen, • Clarinet – Michael Collins,
• orkiestra – London Sinfonietta, • fortepian – John Constable